# Laura Vilagrà
Laura Vilagrà i Pons (Sampedor, Barcelona, 3 de julio de 1976) es una politóloga y política española que ejerció como vicepresidenta de la Generalidad de Cataluña entre enero y agosto de 2024. Fue alcaldesa de Santpedor entre 2003 y 2015, así 
como diputada del Parlamento de Cataluña. Ha ocupado diversos cargos territoriales como miembro de Esquerra Republicana de Catalunya (ERC) y en el ámbito de la gerencia.

## Formación académica y laboral
Laura Vilagrà y Pons nació en Sampedor, municipio de la comarca del Bages, el 3 de julio de 1976. Licenciada en Ciencias Políticas y de la Administración en la Universidad Autónoma de Barcelona (UAB), se especializó en promoción comercial y turística. Posteriormente cursó un máster en Dirección Pública en la Escuela Superior de Administración y Dirección de Empresas (ESADE). Vinculada a la natación a través del Club Natación de su municipio natal, ejerció como monitora de deporte. Es miembro de Òmnium Cultural.
Ha trabajado como asesora política de cargos electos municipales de ERC. Fue galardonada con el premio Consejo Interdepartamental de Investigación e Innovación Tecnológica (CIRIT) para la juventud emprendedor. En marzo de 2018 pasó a ocupar la gerencia de la Fundación Tutelar Santa María de Comabella, entidad para la protección y la supervisión de las personas incapacitadas legalmente por razón de enfermedad mental, discapacidad intelectual o envejecimiento.

## Trayectoria y cargos políticos
Vilagrà y Pons se convirtió en miembro de la Ejecutiva Nacional de las Juventudes de Esquerra Republicana de Catalunya (JERC) y responsable de sus Políticas Institucionales entre 2001 y 2002. Ocupó su primer cargo político en 1999 como concejal del Ayuntamiento de Sampedor, municipio del cual fue la alcaldesa durante tres legislaturas locales consecutivas, de 2003 a 2015 -entonces y durante el inicio como la persona más joven en ocupar una alcaldía en Cataluña. Abandonó la alcaldía por cuenta propia alegando que «es bueno que los liderazgos no se eternicen». Paralelamente, fue también consejera comarcal del Bages entre el 1999 y el 2003, Secretaria de Política Territorial y Medio Ambiente entre 2008 y 2009 y diputada en el Parlamento de Cataluña en dos legislaturas, entre 2006 y 2011. Una vez finalizadas estas etapas, en 2016 fue designada como delegada territorial del Gobierno de la Generalidad de Cataluña en el ámbito funcional territorial de Mallorca, y lo fue hasta la aplicación del 155.
En septiembre de 2019, Vilagrà y Pons fue nombrada gerente del Consejo Comarcal del Bages. En noviembre de 2020 fue elegida para ocupar la segunda posición en la lista de ERC para las elecciones al Parlamento de Cataluña de 2021, que encabezaba el jurista y hasta entonces vicepresidente del Gobierno de Cataluña, Pere Aragonès. Y volvió a ser diputada en el Parlamento de Cataluña en la XIII legislatura iniciada en marzo de 2021. 
El 25 de mayo de 2021 fue nombrada Consejera de la Presidencia en el Govern de Pere Aragonès, en sustitución de Meritxell Budó. Sin embargo, no ocupó el puesto de portavoz, cargo que en el anterior Govern había desempeñado Budó. Para ese puesto fue designada el 1 de junio Patrícia Plaja.